# Hovamyia polyperiscelis
Hovamyia polyperiscelis är en tvåvingeart som beskrevs av Alexander 1960. Hovamyia polyperiscelis ingår i släktet Hovamyia och familjen småharkrankar.
Artens utbredningsområde är Madagaskar. Inga underarter finns listade i Catalogue of Life.